# Copa Sud-americana 2023
La Copa Sud-americana 2023, denominada oficialment Copa Conmebol Sudamericana 2023, serà la vintena segona edició del torneig organitzat per la Confederació Sud-americana de Futbol, en van participar equips dels deu països afiliats a la confederació: Argentina, Bolívia, Brasil, Xile, Colòmbia, Equador, Paraguai, Perú, Uruguai i Veneçuela.

## Format
Per a aquesta edició es van aplicar canvis en la fase preliminar, es va eliminar el doble partit i es va reemplaçar per un partit únic, es va afegir una fase abans de vuitens de final on els transferits de fase de grups de Copa Libertadores jugaran contra els segons de fase de grups de Copa Sud-americana. Els participants es distribueixen de la següent manera:
- En la primera fase, els equips de totes les federacions excepte l'Argentina i el Brasil jugaran contra un equip del seu mateix país, en claus a partit únic, amb la localía determinada per al primer equip de l'encreuament que surti sortejat. Els guanyadors classificaran a la fase de grups, assegurant que almenys dos equips de cada federació participin en aquesta instància.
- S'inclouran en la fase de grups els equips de l'Argentina i el Brasil, així com els quatre equips eliminats en la tercera fase classificatòria de la Copa Libertadores 2023. Els guanyadors de cada grup es classificaran als vuitens de final.
- Els vuit equips classificats segons en la fase de grups i els vuit tercers de la fase de grups de la Copa Libertadores 2023, disputaran el play-off de vuitens, en partits d'anada i volta.[1]
- Els vuit guanyadors del play-off, classifiquen directament a la fase eliminatòria, on enfrontaran als 8 guanyadors de la fase de grups.[1]

|                                |                                | Equips que entren en aquesta fase                                                   | Equips que provenen de la fase anterior                                                    | Equips transferits de la Copa Libertadores                            |
| ------------------------------ | ------------------------------ | ----------------------------------------------------------------------------------- | ------------------------------------------------------------------------------------------ | --------------------------------------------------------------------- |
| Primera fase(32 equips)        | Primera fase(32 equips)        | - 4 equips de Bolívia, Xile, Colòmbia, Equador, Paraguai, Perú, Uruguai i Veneçuela |                                                                                            |                                                                       |
| Fase de grups(32 equips)       | Fase de grups(32 equips)       | - 6 equips de Argentina i Brasil                                                    | - 16 equips classificats de la primera fase                                                | - 4 equips perdedors de la fase 3 de la Copa Libertadores             |
| Play-off de vuitens(16 equips) | Play-off de vuitens(16 equips) |                                                                                     | - 8 equips classificats segons de la fase de grups                                         | - 8 equips en tercer lloc de la fase de grups de la Copa Libertadores |
| Fase eliminatòria(16 equips)   | Fase eliminatòria(16 equips)   |                                                                                     | - 8 equips classificats primers de la fase de grups - 8 guanyadors del play-off de vuitens |                                                                       |

### Distribució de contingents
| País                                     | Contingents | Vuitens de final | Play-off de vuitens | Fase de grups | Primera fase |
| ---------------------------------------- | ----------- | ---------------- | ------------------- | ------------- | ------------ |
| Bolivia                                  | 4           | Indefinit        | Indefinit           | 2 ←           | ← 4          |
| Chile                                    | 4           | Indefinit        | Indefinit           | 2 ←           | ← 4          |
| Colombia                                 | 4           | Indefinit        | Indefinit           | 2 ←           | ← 4          |
| Equador                                  | 4           | Indefinit        | Indefinit           | 2 ←           | ← 4          |
| Paraguai                                 | 4           | Indefinit        | Indefinit           | 2 ←           | ← 4          |
| Perú                                     | 4           | Indefinit        | Indefinit           | 2 ←           | ← 4          |
| Uruguai                                  | 4           | Indefinit        | Indefinit           | 2 ←           | ← 4          |
| Venezuela                                | 4           | Indefinit        | Indefinit           | 2 ←           | ← 4          |
| Argentina                                | 6           | Indefinit        | Indefinit           | 6             | No participa |
| Brasil                                   | 6           | Indefinit        | Indefinit           | 6             | No participa |
| Transferits de la Copa Libertadores 2023 | 12          | Indefinit        | 8                   | 4             | No participa |
| Fase de grups                            | —           | 8                | 8                   | —             | No participa |
| Fase anterior                            | —           | 8                | —                   | 16            | No participa |
| Total                                    | 56          | 16               | 16                  | 32            | 32           |

### Calendari
El calendari del torneig va ser publicat per la Conmebol el 7 de juliol de 2022 i modificat el 19 de desembre de 2022.
| Fase            | Ronda               | Data de sorteig        | Anada                | Volta              |
| --------------- | ------------------- | ---------------------- | -------------------- | ------------------ |
| Classificatòria | Fase 1              | 21 de desembre de 2022 | 7 al 9 de març       | 7 al 9 de març     |
| Grups           | Data 1              | Setmana del 20 de març | 4 al 6 d'abril       | 4 al 6 d'abril     |
| Grups           | Data 2              | Setmana del 20 de març | 18 al 20 d'abril     | 18 al 20 d'abril   |
| Grups           | Data 3              | Setmana del 20 de març | 26 al 28 d'abril     | 26 al 28 d'abril   |
| Grups           | Data 4              | Setmana del 20 de març | 23 al 25 de maig     | 23 al 25 de maig   |
| Grups           | Data 5              | Setmana del 20 de març | 6 al 8 de juny       | 6 al 8 de juny     |
| Grups           | Data 6              | Setmana del 20 de març | 27 al 29 de juny     | 27 al 29 de juny   |
| Eliminatòria    | Play-off de vuitens | No hi ha sorteig       | 11 al 13 de juliol   | 18 al 20 de juliol |
| Eliminatòria    | Vuitens de final    | 21 de juliol           | 1 al 3 d'agost       | 8 al 10 d'agost    |
| Eliminatòria    | Quarts de final     | 21 de juliol           | 22 al 24 d'agost     | 29 al 31 d'agost   |
| Eliminatòria    | Semifinals          | 21 de juliol           | 26 al 28 de setembre | 3 al 5 d'octubre   |
| Eliminatòria    | Final               | 21 de juliol           | 28 d'octubre         | 28 d'octubre       |

## Participants
| País               | Equip                                                                                 | Via de classificació |
| ------------------ | ------------------------------------------------------------------------------------- | --- |
| Argentina 6 quotes | Gimnàsia i Esgrima Defensa i Justicia Tigre Newell's Old Boys Estudiantes San Lorenzo | 1r situat de la taula general de la temporada 2022 2n situat de la taula general de la temporada 2022 3r situat de la taula general de la temporada 2022 4t situat de la taula general de la temporada 2022 5è situat de la taula general de la temporada 2022 6è situat de la taula general de la temporada 2022                   |
| Bolivia 4 quotes   | Oriente Petrolero Guabirá Atlético Palmaflor Blooming                                 | 5è lloc de la taula acumulada de la Divisió Professional de Bolívia 2022 6è lloc de la taula acumulada de la Divisió Professional de Bolívia 2022 7è lloc de la taula acumulada de la Divisió Professional de Bolívia 2022 8è lloc de la taula acumulada de la Divisió Professional de Bolívia 2022                                 |
| Brasil 6 quotes    | São Paulo América Mineiro Botafogo Santos Goiás Bragantino                            | 9è lloc del Campionat Brasiler Sèrie A 2022 10è lloc del Campionat Brasiler Sèrie A 2022 11è lloc del Campionat Brasiler Sèrie A 2022 12è lloc del Campionat Brasiler Sèrie A 2022 13è lloc del Campionat Brasiler Sèrie A 2022 14è lloc del Campionat Brasiler Sèrie A 2022                                                        |
| Xile 4 quotes      | Palestino Cobresal Universidad Católica Audax Italiano                                | 4è lloc de la Primera Divisió de Xile 2022 5è lloc de la Primera Divisió de Xile 2022 6è lloc de la Primera Divisió de Xile 2022 7è lloc de la Primera Divisió de Xile 2022 |
| Colòmbia 4 quotes  | Deportes Tolima Junior Santa Fe Águilas Doradas                                       | 3r lloc de la taula de reclassificació de la Categoria Primera A 2022 5è lloc de la taula de reclassificació de la Categoria Primera A 2022 6è lloc de la taula de reclassificació de la Categoria Primera A 2022 8è lloc de la taula de reclassificació de la Categoria Primera A 2022                                             |
| Equador 4 quotes   | LDU Emelec Deportivo Cuenca Delfín                                                    | 4t lloc de la taula acumulada de la Sèrie A de l'Equador 2022 6è lloc de la taula acumulada de la Sèrie A de l'Equador 2022 7è lloc de la taula acumulada de la Sèrie A de l'Equador 2022 8è lloc de la taula acumulada de la Sèrie A de l'Equador 2022                                                                             |
| Paraguai 4 quotes  | Guaraní Tacuary General Caballero Sportivo Ameliano                                   | 5è lloc de la taula acumulada de la Primera Divisió de Paraguai 2022 6è lloc de la taula acumulada de la Primera Divisió de Paraguai 2022 7è lloc de la taula acumulada de la Primera Divisió de Paraguai 2022 Campió de la Copa Paraguai 2022                                                                                      |
| Peru 4 quotes      | Universitario César Vallejo Cienciano Binacional                                      | 5è lloc de la taula acumulada de la Lliga 1 del Perú 2022 6è lloc de la taula acumulada de la Lliga 1 del Perú 2022 7è lloc de la taula acumulada de la Lliga 1 del Perú 2022 8è lloc de la taula acumulada de la Lliga 1 del Perú 2022                                                                                             |
| Uruguai 4 quotes   | River Plate Peñarol Defensor Sporting Danubio                                         | 5è lloc de la taula anual del Campionat Uruguaià de Primera Divisió 2022 6è lloc de la taula anual del Campionat Uruguaià de Primera Divisió 2022 7è lloc de la taula anual del Campionat Uruguaià de Primera Divisió 2022 8è lloc de la taula anual del Campionat Uruguaià de Primera Divisió 2022                                 |
| Venezuela 4 quotes | Estudiantes de Mérida Deportivo Táchira Caracas Academia Puerto Cabelo                | 1r lloc de la Fase Final Sud-americana A de la Primera Divisió de Veneçuela 2022 1r lloc de la Fase Final Sud-americana B de la Primera Divisió de Veneçuela 2022 2n lloc de la Fase Final Sud-americana A de la Primera Divisió de Veneçuela 2022 2n lloc de la Fase Final Sud-americana B de la Primera Divisió de Veneçuela 2022 |